# 阿西耶
阿西耶（法語：Assier，法語發音：[asje]）是法国洛特省的一个市镇，属于菲雅克区。

## 地理
阿西耶（44°40'31"N, 1°52'36"E）面积16.49 平方千米，位于法国奧克西塔尼大區洛特省，该省份为法国西南部内陆省份，北起顺时针与科雷兹省、康塔爾省、阿韦龙省、塔恩-加龙省、洛特-加龍省和多尔多涅省接壤。
与阿西耶接壤的市镇（或旧市镇、城区）包括：索纳克、勒布尔、伊塞普特、利韦农、雷尔维涅。

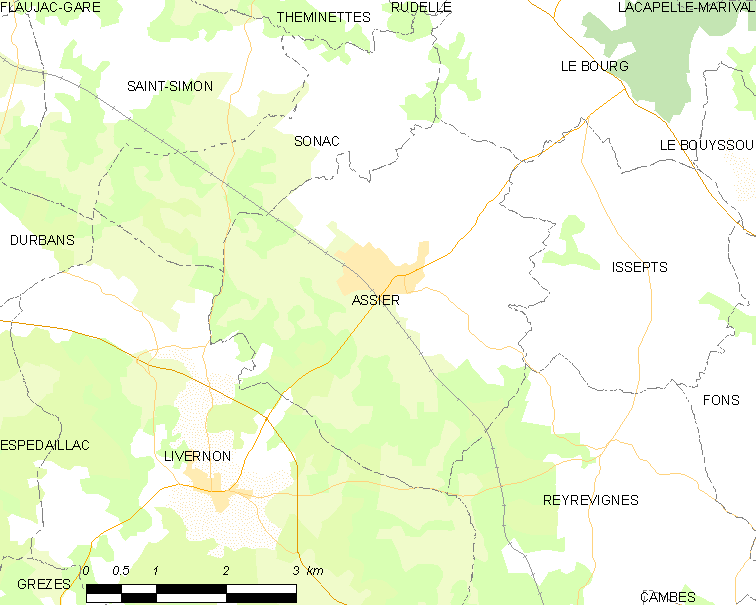
阿西耶的OSM定位图

阿西耶的时区为UTC+01:00、UTC+02:00（夏令时）。

## 行政
阿西耶的邮政编码为46320，INSEE市镇编码为46009。

## 政治
阿西耶所属的省级选区为拉卡佩勒马里瓦勒县。

## 人口

1962-2008年间阿西耶人口变化图示

阿西耶于2022年1月1日时的人口数量为707人。